# On-Line Encyclopedia of Integer Sequences
Az On-Line Encyclopedia of Integer Sequences (röviden OEIS) egy internetes matematikai enciklopédia ("Az egész számsorozatok online enciklopédiája"). Elterjedt angol neve még – megalkotójáról – Sloane’s.
Az OEIS profi és amatőr matematikusok számára egyaránt érdekes tudnivalókat gyűjt olyan számsorozatokról, melyek tagjai egész számok. Jelenleg 269 449 sorozatot tartalmaz. A világhálón széles körben, gyakran idézik.

## Felépítése, használata
Nemcsak címszó szerint kereshető (pl. Fibonacci-sorozat), de a keresőmezőbe a sorozat első néhány tagját vesszővel elválasztva beírva is képes megtalálni az esetlegesen illeszkedő sorozatokat.
Minden sorozatot külön weboldalon tárgyal, amely tartalmazza az első néhány (10-50) tagot, a sorozat rekurzív vagy explicit képletét, elnevezését, egy katalógusszámot („OEIS-azonosító”), ezenkívül a sorozat ismert tulajdonságait (a szakirodalomra való hivatkozásokkal), és még sok mást.